# Caméra d'astronomie
 (novembre 2024).
Si vous disposez d'ouvrages ou d'articles de référence ou si vous connaissez des sites web de qualité traitant du thème abordé ici, merci de compléter l'article en donnant les références utiles à sa vérifiabilité et en les liant à la section « Notes et références ».
Une caméra d'astronomie est un appareil photographique spécialement étudié pour cet usage.

## Spécificité
À l'exception du Soleil, de la Lune, de certaines planètes et de quelques étoiles brillantes, il est impossible d'utiliser un appareil photo numérique classique en raison des faibles flux lumineux. Afin de capter ces flux lumineux, il est nécessaire d'allonger le temps de pose (temps maximum admis de l'ordre d'un quart d'heure en numérique ou d'une heure en argentique). Or cela a deux conséquences importantes :
- en argentique, au-delà d'un certain temps, le film perd de sa sensibilité ;
- en numérique, la chaleur générée par le dispositif lui-même entraine une augmentation du signal thermique qui perturbe la qualité de prise de vue d'autant plus que le temps de pose est important. Le capteur doit donc être refroidi.

De plus, il faut un capteur de grande taille et surtout plus sensible, et ce dans d'autres longueurs d'onde que la lumière visible. Or aucun capteur à usage courant (cinéma, photographie…) n'offre cette possibilité.
Au-delà des deux technologies ici évoquées, il ne faut pas oublier leurs avantages et inconvénients respectifs en astrophotographie. De même, la technologie CCD est davantage utilisée pour les capteurs numériques dans ce domaine parce que les performances des capteurs CMOS sont de bien moindre niveau.

## Le refroidissement du capteur
Il existe plusieurs façons de refroidir un capteur CCD, les techniques sont les suivantes :
- refroidissement thermoélectrique ;
- refroidissement liquide ;
- refroidissement mécanique ;
- refroidissement à glace sèche ;
- refroidissement cryogénique.

Ces techniques se classent en fonction de l'usage de la caméra. La caméra d'astronomie professionnelle, ayant un capteur de grande taille et donc un besoin de dissipation de la chaleur d'autant plus important, utilise surtout la technique cryogénique. Par contre, une caméra amateur utilisera surtout la technique thermoélectrique.
Dans toutes ces techniques, il y a un point commun invariable : le capteur est relié au système de refroidissement par un élément thermoconducteur (en cuivre le plus souvent).

### Le refroidissement thermoélectrique
Il s'agit du dispositif le moins coûteux et le plus utilisé sur les caméras d'amateurs.
Il est basé sur l'effet Peltier. On utilise un ou plusieurs modules pour transférer la chaleur le plus loin possible du capteur et vers un radiateur de type solide/air. Celui-ci peut se voir très souvent adjoindre un ventilateur pour évacuer la chaleur.

### Le refroidissement liquide
Ce dispositif est identique à celui du watercooling en informatique et fonctionne sur le même principe : un flux d'eau sert à évacuer la chaleur. Certaines caméras haut de gamme en sont pré-équipées et ont également un dispositif de refroidissement additionnel, le plus souvent thermoélectrique.

### Le refroidissement mécanique
Ce dispositif utilise de l'air comprimé et ressemble physiquement au refroidissement liquide (la pompe étant remplacée par un compresseur). Il est hélas le moins efficace de tous et n'a jamais été très utilisé. D'autres gaz (azote, fréon entre autres) furent utilisés. Mais le refroidissement mécanique n'offre ni les performances, ni les faibles coûts des autres systèmes dans les usages professionnels. Ce dispositif est celui utilisé sur les réfrigérateurs et congélateurs à usage familial et industriel.

### Le refroidissement à glace sèche
Celle-ci est la plus simple de toutes mais demande plus de main-d'œuvre (rechargement en glace et mise en pression). La glace sèche (dioxyde de carbone à l'état solide) est contenue dans un réservoir à l'arrière de la caméra. Pour refroidir la caméra, il faut presser la glace contre la partie du réservoir en contact avec le point chaud. Sous l'action de la chaleur la glace sèche retrouve son état gazeux. Pour compenser la perte dans le réservoir, celui-ci est muni d'un système de presse à vis afin de maintenir et compresser la glace sèche contre le point chaud.

### Le refroidissement cryogénique
Proche du système mécanique, il est le plus efficace de tous. Il fonctionne à l'azote liquide et cela fait qu'il est le plus utilisé sur les caméras d'astronomie professionnelles.

## Le capteur
Ce paragraphe n'est pas consacré aux différents types de capteurs mais de leurs caractéristiques.
En astronomie, les rayonnements infrarouges et ultraviolets contiennent un grand nombre informations. Aucun capteur normal ne permet leur mesure. Un autre point essentiel est la taille du capteur. En astronomie la taille du capteur dépend de l'usage de la caméra. 
Alors qu'en photographie grand publique, dans les années 2020 le capteur a une taille inférieure à 15 mégapixels les capteurs utilisés en astronomie sont en moyenne de 100 mégapixels, voir plus (360 Mpx sur la caméra MegaPrime du CFHT). Pour les raisons suivantes :
- de coût (un petit nombre de capteurs remplaçant un grand de même taille reviennent moins chers) ;
- de maintenance (remplacement d'un capteur défectueux) ;
- de réutilisation (un modèle développé pour une caméra peut être repris sur une autre).

Plutôt que d'utiliser un grand capteur d'une seule pièce, ce sont de plus petits capteurs assemblés qui sont utilisés. Or, il se trouve que les capteurs normaux ne permettent pas cette utilisation. Il faut que les zones recevant la lumière soient les plus proches les unes des autres.

## Astrocam
Une  astrocam est une webcam ou une caméra vidéo, modifiée ou non, utilisée pour faire de l'astrophotographie numérique bon marché. Elle est surtout utilisée par les astronomes amateurs qui ne peuvent acquérir des modèles de caméra d'astronomie plus onéreux, en particulier le haut de gamme à CCD.
Elle s'utilise avec un télescope dont elle remplace ou complète l'oculaire. Un ordinateur ou un téléviseur auquel elle est connectée permet alors d'enregistrer ou de visualiser les images. En raison de la sensibilité peu élevée de ces appareils, leur utilisation est généralement limitée aux objets très lumineux, par exemple les planètes ou la lune. Cependant des modifications électroniques permettant d'augmenter les temps de pose rendent visibles certains objets célestes peu lumineux, par exemple des galaxies ou nébuleuses. Certains optimisent leur caméra en changeant le capteur, le remplaçant par exemple par un modèle noir et blanc plus sensible.
L'astrocam peut être reliée au système de visualisation par un lien filaire, ou être une caméra sans fil utilisant une liaison hertzienne 2,4 GHz au moyen d'un transmetteur.

## Fabricants de caméras
Il existe plusieurs fabricants de caméras d'astronomie en France comme First Light Imaging, qui conçoit des caméras pour le spectre du visible et le spectre infrarouge.